# Caravonica
Caravonica (im Ligurischen: Cairònega) ist eine norditalienische Gemeinde mit 244 Einwohnern (Stand 31. Dezember 2023) in der Region Ligurien., politisch gehört sie zu der Provinz Imperia.

## Geographie
Caravonica liegt an den Hängen des Colle di San Bartolomeo, einem Passübergang zum Valle Arroscia. Die Gemeinde gehört zu der Comunità Montana dell’Olivo und ist circa 16 Kilometer von der Provinzhauptstadt Imperia entfernt.
Nach der italienischen Klassifizierung bezüglich seismischer Aktivität wurde die Gemeinde der Zone 3 zugeordnet. Das bedeutet, dass sich Caravonica in einer seismisch wenig aktiven Zone befindet.

## Klima
Die Gemeinde wird unter Klimakategorie D klassifiziert, da die Gradtagzahl einen Wert von 2051 besitzt. Das heißt, die in Italien gesetzlich geregelte Heizperiode liegt zwischen dem 1. November und dem 15. April für jeweils 12 Stunden pro Tag.